# Банфи, Рауль
Рауль Банфи (исп. Raúl Banfi; 14 ноября 1914, Монтевидео — 25 июня 1995, Сальто) — уругвайский футболист, нападающий. В 1940-е годы выступал в итальянских лигах.

## Карьера
До приезда в Италию Банфи играл за клуб «Расинг» из Аргентины. Сезон 1939/40 уругваец провёл в итальянской «Модене»: он забил 9 голов в 16 матчах, однако это не помогло его команде удержаться в Серии А (жёлто-синие заняли последнее место и вылетели). Банфи остался в «Модене» на следующий сезон, в котором канарейки финишировали на 2 месте в Серии Б, что означало их возвращение в высший дивизион. Сам Рауль забил 22 мяча в 24 встречах, став одним из лучших бомбардиров в турнире того сезона.
После удачного выступления в «Модене» игроком заинтересовались различные клубы Италии, но заполучить его смог «Ювентус». Таким образом, Банфи стал первым уругвайским футболистом в истории Старой Синьоры. Карьера в Турине у нападающего не сложилась. Он поучаствовал в 12 матчах, забил 4 мяча: один гол в игре с «Миланом» 16 ноября 1941 (победа 3:2), дубль «Аталанте» 23 ноября (победа с таким же счётом) и один мяч «Фиорентине» 15 февраля 1942 (победа 4:2). По окончании сезона Рауль вернулся в «Модену», но стал играть менее успешно, чем ранее. Затем он перешёл в «Мантову», для которой это тоже был первый уругвайский игрок, а свои выступления нападающий завершил в «Прато» из Серии Б.